# Camptoptera strobilicola
Camptoptera strobilicola är en stekelart som beskrevs av Karl-Johan Hedqvist 1956. Camptoptera strobilicola ingår i släktet Camptoptera och familjen dvärgsteklar.
Artens utbredningsområde är:
- Norge.
- Sverige.

Arten är reproducerande i Sverige. Inga underarter finns listade.